# پرژ کارازیان
پرژ نازاری کارازیان (ارمنی: Պերճ Նազարի Քարազյան؛  زادهٔ ۱۴ آوریل ۱۹۷۸) خواننده، اپرا اهل ارمنستان است. وی از سال میلادی تاکنون مشغول فعالیت بوده است.

## زندگی‌نامه
وی در ۱۴ آوریل ۱۹۷۸ ‏در ایروان به دنیا آمد و از کنسرواتوار دولتی کومیتاس ایروان فارغ‌التحصیل (۲۰۰۰) گشت. همچنین برندهٔ جوایزی همچون هنرمند شایسته جمهوری ارمنستان (۲۰۱۵) شده است.